# Nicolas Mohr
Nicolas Mohr (* 1. Mai 1996) ist ein österreichischer Fußballtorwart.

## Karriere
Mohr begann seine Karriere beim FC Wolfurt und ging 2010 in die AKA Vorarlberg. Während der Saison 2012/13 ging er als Kooperationsspieler zum Zweitligisten FC Lustenau 07. Nach dessen Rückzug aus dem Profifußball im Sommer 2013 ging er eine Kooperation mit dem Zweitligisten und Stadtrivalen SC Austria Lustenau ein und wurde im Jänner 2014 fester Spieler der Austria. Nachdem er bereits häufig im Profikader gestanden war, gab er im April 2016 gegen den SKN St. Pölten, als Christopher Knett in der zweiten Halbzeit die rote Karte gesehen hatte und Mohr als Ersatztorwart eingewechselt wurde.
Nach der Saison 2018/19 verließ er Lustenau. Nach einem halben Jahr ohne Verein wechselte er im Jänner 2020 zum drittklassigen FC Lauterach. Für Lauterach absolvierte er 38 Spiele in der Eliteliga Vorarlberg.
Im Februar 2023 wechselte Mohr nach Liechtenstein zum in der vierten Schweizer Liga spielenden USV Eschen-Mauren. Dort kam er aber nie zum Einsatz. Zur Saison 2023/24 kehrte er wieder nach Österreich zurück und wechselte zum viertklassigen FC Höchst.